# Théâtre niçois de Francis Gag
 (janvier 2019).

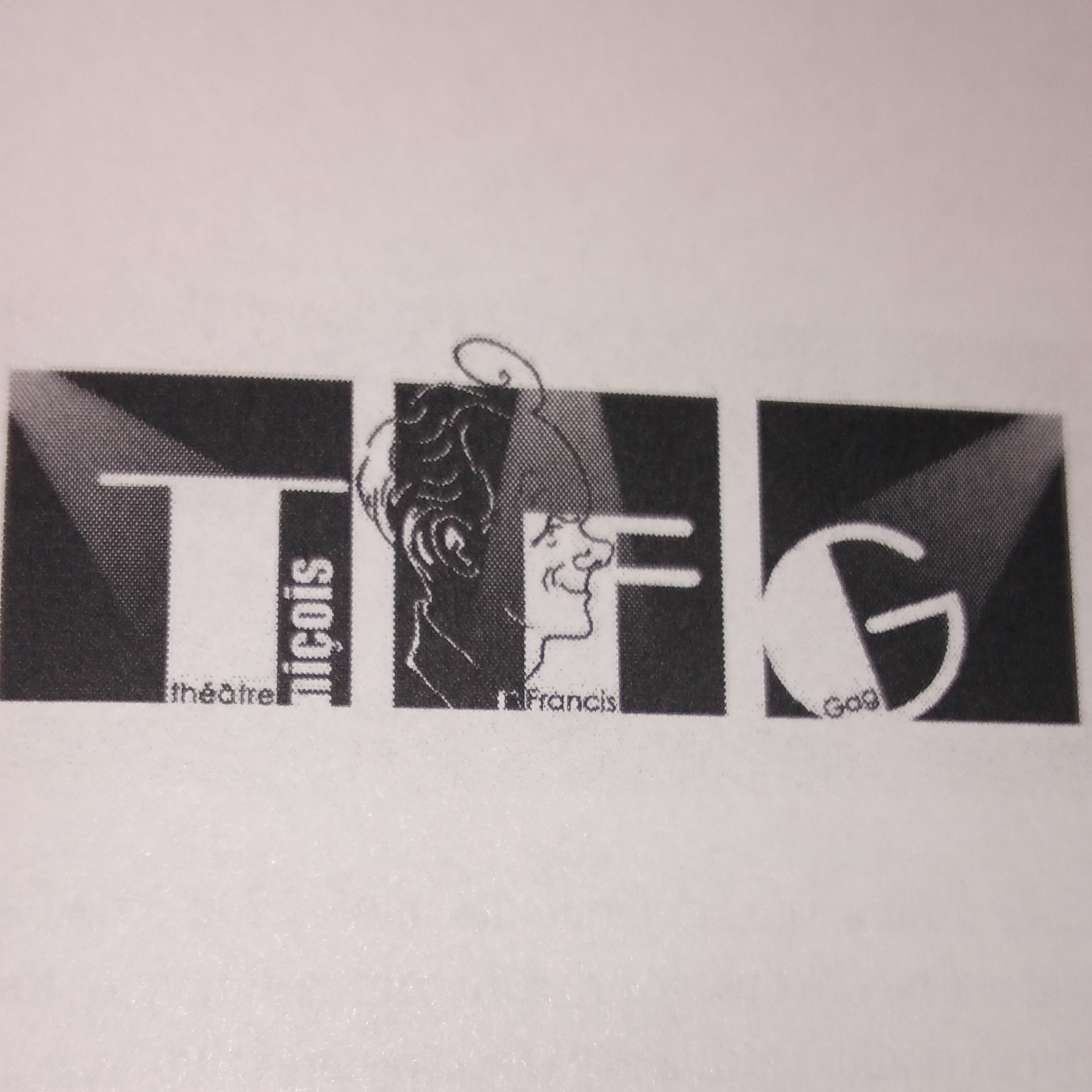
Logo de la troupe de Théâtre niçois de Francis Gag

Le Théâtre Niçois de Francis Gag est une compagnie de théâtre dialectale fondée en 1936 par Francis Gag.
Son objectif est de « maintenir et illustrer le dialecte niçois, de faire revivre les anciennes coutumes de Nice et de la région niçoise, par la représentation d’œuvres anciennes et nouvelles écrites dans ce dialecte et inspirées des traditions locales et de l'esprit du terroir ». La troupe se produit régulièrement au Théâtre municipal Francis Gag à Nice et est dirigée depuis 1983 par Pierre-Louis Gag (1936-...).

## Historique

### Fondation et débuts (1933-1945)
Le 25 juin 1933 Francis Gag quitte la troupe de théâtre dialectale Barba Martin de Gustav-Adolf Mossa dont il est acteur et dramaturge depuis le 14 mars 1926. Sa femme Pierrine ainsi que Raoul Vidone et Raoul Civalleri quittent également la troupe.
La raison de ce départ est d'ordre idéologique. Francis Gag, proche du mouvement littéraire provençal du Félibrige est en désaccord avec Gustav-Adolf Mossa qui souhaite couper tout lien entre sa troupe et les régionalistes.
À la suite de ce désaccord, Francis Gag décide dès l'été 1933 de créer sa propre troupe. Celle-ci est officiellement fondée le 16 janvier 1936 sous le nom Théâtre niçois de Francis Gag.
La troupe commence en 1933 par reprendre plusieurs pièces écrites à l’époque de Barba Martin comme lou sartre Matafieu ainsi que différentes piécettes et chansons niçoises de l'auteur niçois Louis Genari. Le 26 avril 1934 la troupe présente sa première création originale : Ensin va la vida.
De 1934 à 1939, la troupe enchaîne les créations et les représentations à Nice et dans l'espace occitan : Calèna (1934), La pignata d'or (1936), Lou vin dei padre (1937) et s'impose comme une des plus importantes troupe de théâtre nissart de l'entre deux guerres.
En 1939 la Seconde Guerre mondiale et la mobilisation des acteurs empêche toute représentation. L'armistice du 22 juin 1940 permet au Théâtre niçois de reprendre timidement ses activités. C'est à partir de 1942 que Francis Gag, alors engagé dans l'armée française imagine Tanta Vitourina, personnage récurrent de ses pièces et de ses sketchs radiophoniques et, par analogie « symbole » de la troupe de théâtre.

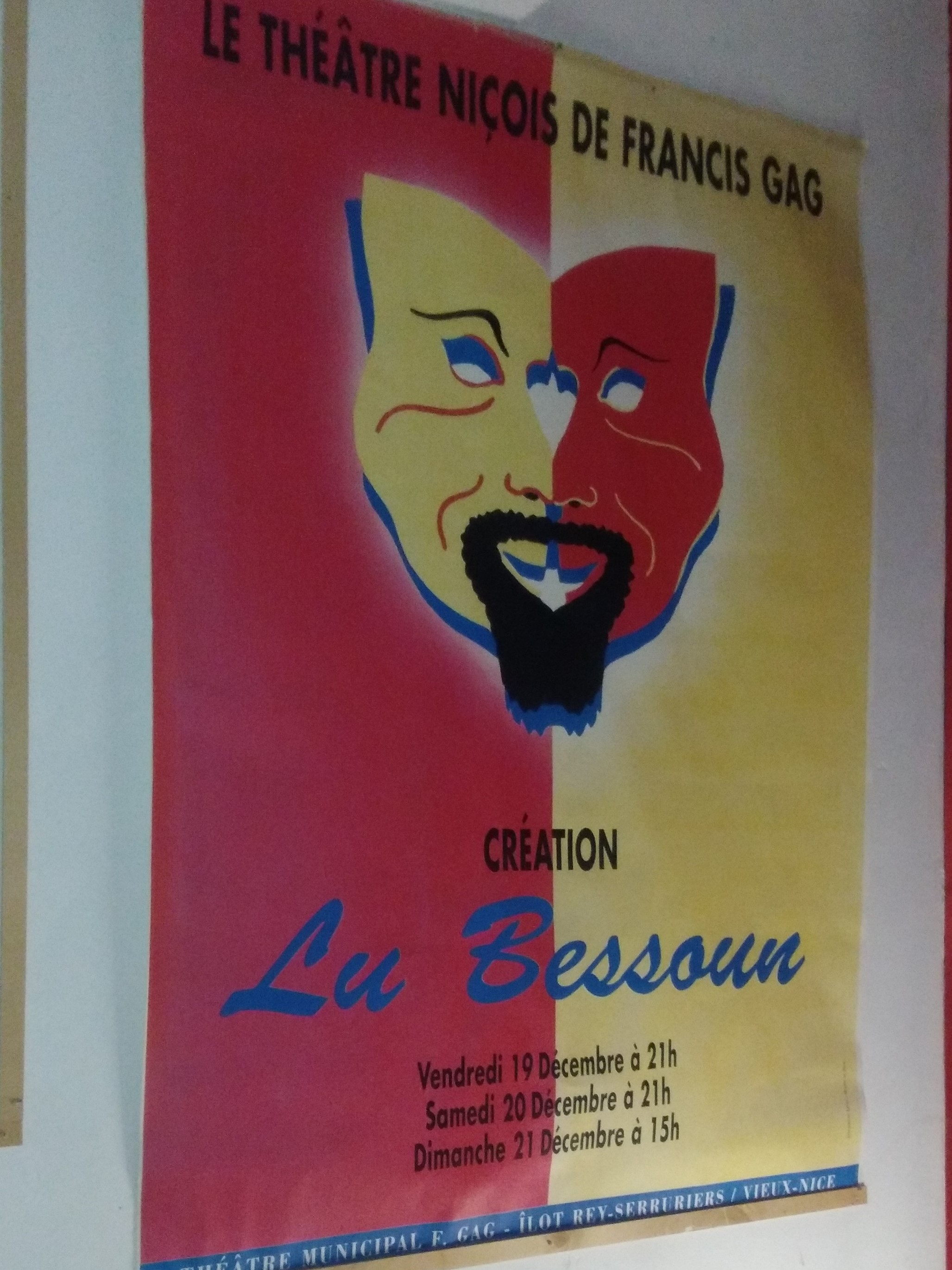
Affiche de la première représentation de la pièce Lu Bessoun

### L’après guerre (1945-1988)
De 1945 jusque dans les années 1960 les créations sont rares et la troupe continue de se produire en reprenant ses anciennes pièces tandis que Francis Gag se fait connaitre à la radio grâce à son personnage de Tanta Vitourina. le dramaturge devient en 1960 majoral du Félibrige ce qui donne à ses œuvres et à la troupe de théâtre une visibilité non négligeable au sein du milieu littéraire occitan. Il faut cependant attendre la comédie, inspirée de la tradition de la Pastorale provençale,La marche à la crèche de 1964 pour voir la troupe jouer une nouvelle pièce.
La comédie médiévale Segne Blai (1980) est la dernière création de Francis Gag pour la troupe avant son décès en 1988.

### L’après Francis Gag (1988-2000)
Après le décès de son fondateur la troupe se restructure et continue de se produire en interprétant d'anciennes compositions de son répertoire. Elle joue régulièrement en Provence et dans les festivals et se maintient dans un contexte difficile de passation de pouvoir entre les contemporains de Francis Gag et la nouvelle génération dont le niçois n'est plus forcement la langue maternelle.
Conscient que la disparition de son fondateur risque de sonner le glas de la troupe, Pierre-Louis Gag décide de montrer au public que le Théâtre Niçois de Francis Gag parviendra à vivre sans lui. Ainsi, de 1989 à 1996, sont présentées à son instigation toutes les pièces du répertoire.
Mais l'avenir de la troupe réside dans le renouvellement et dans la création, Pierre-Louis Gag s'attelle et crée Lu bessoun sur la scène du Théâtre municipal Francis Gag en 1997, première création depuis la mort de Francis Gag, Lu Bessoun rencontre un bel accueil qui permet d'enclencher une période prolifique au niveau de l’écriture.

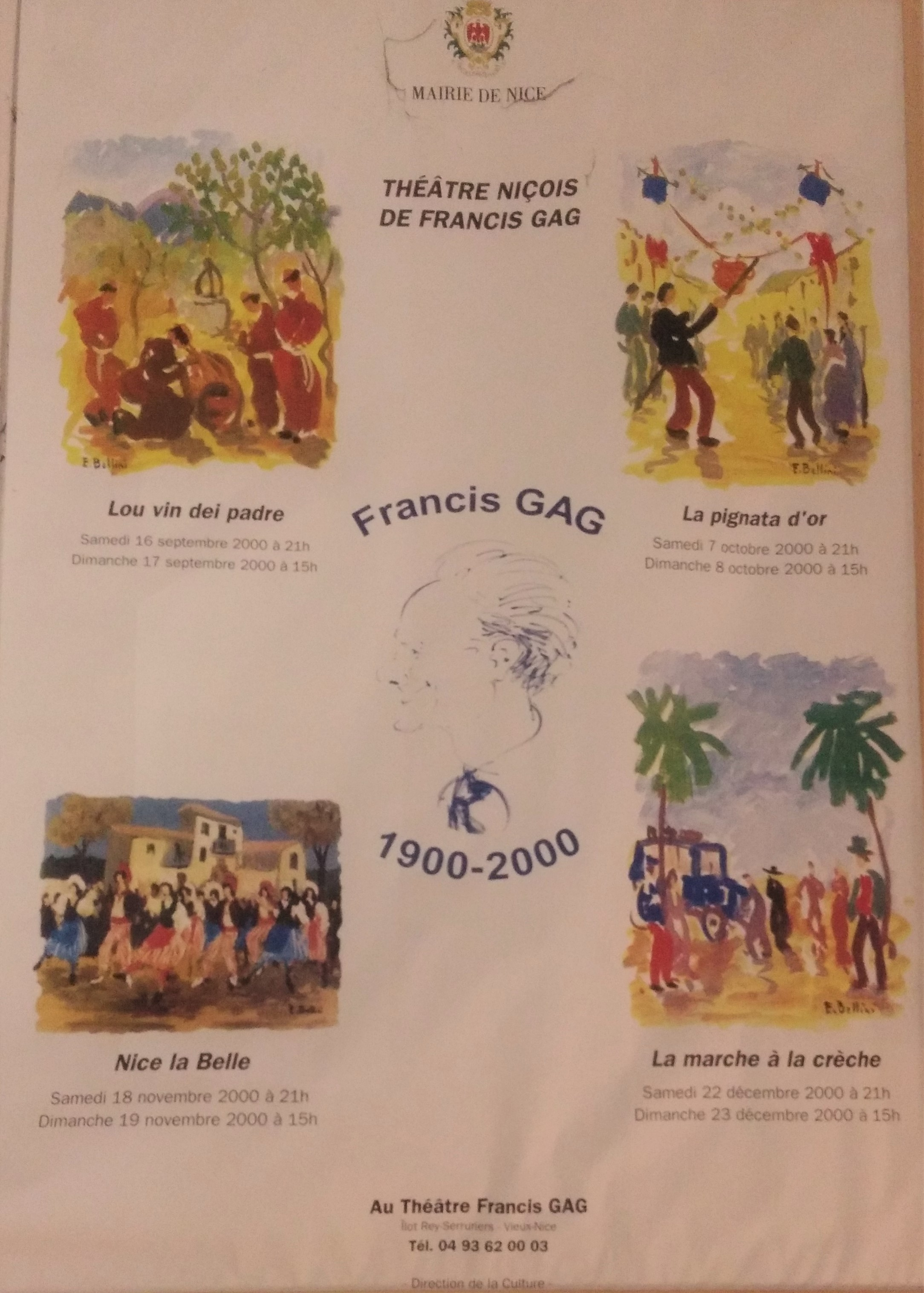
Hommage aux 100 ans de Francis Gag

### Des années 2000 à Aujourd'hui
L'élan donné par Pierre-Louis Gag est décisif sur le destin de la troupe. La langue niçoise trouve un regain auprès de sa jeunesse et les pièces de Francis Gag sont rejouées par une jeune génération d'acteurs à l'occasion des 100 ans de l'auteur entre Septembre et Décembre 2000.
De nouveaux auteurs écrivent et mettent en scène la troupe les années suivantes. Parmi eux se trouve Jean-Luc Gag, fils de Pierre Louis Gag et petit-fils de Francis Gag écrivant entre 2001 et 2016 pas moins de neuf pièces pour la troupe.
Le Théâtre niçois de Francis Gag est considéré aujourd'hui comme la plus importante troupe de théâtre de la ville de Nice
On peut également citer[style à revoir] les contributions de Laurent Térèse, de l'historien Hervé Barelli, de l’écrivain et artiste Jean-Luc Sauvaigo ou récemment Marie Gag (1995-), arrière petite fille de Francis Gag, qui a présenté en 2018 Francis Gag per sempre, spectacle hommage au fondateur de la troupe 30 ans après sa disparition.

## Organisation

### Cadre légal
Le Théâtre Niçois de Francis Gag est une association de loi de 1901 officiellement déposée en préfecture par Francis Gag et Louis Genari le 17 janvier 1917 et parait dans le journal officiel le 18 janvier 1936 .

### Administration
L'association est dirigée par un Conseil d'administration composé d'un président, d'un vice-président, d'un secrétaire général, d'un trésorier et de trois conseillers. 
- Président : Pierre-Louis Gag
- Vice-président : Laurent Térèse
- Secrétaire général : Louise D'Hulster
- Trésorier : Elisabeth Gay
- Conseillers : Jean Demichelis, Michel Pallanca, Frédéric Jolibois

L'ensemble des 40 membres qui composent la troupe sont bénévoles.

### Salle de spectacle
Le Théâtre niçois a été pendant longtemps une troupe itinérante, jouant dans plusieurs salles de spectacles. La pignata d'or est jouée le 1er juin 1936 à l'Opéra de Nice. Calèna est jouée le 28 décembre 1938 au Casino municipal de Nice et Segne Blai en 1982 au Théâtre national de Nice  et en 1985 salle Athéna de l'Acropolis . La troupe se déplace alors régulièrement dans les villages de l’arrière pays niçois et en Provence.
Ce n'est qu'après la mort de Francis Gag que la troupe s'installe définitivement au 4 Rue de la Croix dans l'ancien Théâtre du Vieux-Nice. La salle entièrement rénovée est officiellement renommée par le maire de la ville, Jacques Médecin, en Théâtre Municipal Francis Gag le 16 octobre 1989 .
Le théâtre dispose d'une salle 260 places et d'un auditorium de 28 places. La troupe y présente toutes ses créations originales. La salle reste cependant un établissement public. Propriété de la mairie de Nice elle accueille une programmation variée.
Bien que leurs noms soient proches, la troupe et le théâtre Francis Gag sont deux entités indépendantes l'une de l'autre.

## Pièces

### Sous Francis Gag (1933-1983)
- 1933 : Nouvé de Gustav-Adolf Mossa et Barthélémy Marengo joué pour la première fois en 1922 par la troupe Barba Martin
- 1933 : Lou sartre Matafieu de Francis Gag joué pour la première fois en 1932 par la troupe Barba Martin
- 1934 : Ensin va la vida de Francis Gag
- 1934 : Calèna de Francis Gag
- 1936 : La pignata d'or de Francis Gag
- 1937 : Lou vin dei padre de Francis Gag
- 1960 : Les deux vieux de Francis Gag
- 1964 : La marche à la crèche de Francis Gag
- 1980 : Segne Blai de Francis Gag adapté de Nouno Judlin

### Sous Pierre-Louis Gag (1983-...)
- 1997 : Lu bessoun de Pierre-Louis Gag
- 1998 : Titoun et Vitourina de Pierre-Louis et Jean-Luc Gag
- 1999 : L'or d'en Mascouinat de Jean-Luc Sauvaigo
- 2001 : L'oste de li dama de Jean Luc-Gag adapté de Georges Feydeau
- 2003 : Past en familha de Jean Luc-Gag inspiré d'Eduardo De Filippo
- 2006 : Una demanda en matrimoni de Laurent Térèse
- 2005 : Suchessioun de Jean-Luc Gag
- 2006 : Santìssimou Bambino de Jean-Luc Gag
- 2008 : Nouòça amour e cinemà de Jean-Luc Gag
- 2010 : Raça'stirassa de Jean-Luc Gag adaptée de Carlo Goldoni
- 2010 : Ahì d'Hervé Barelli
- 2011 : Chicoulata e virtù de Laurent Térèse inspiré par Luigi Pirandello
- 2012 : Gusta s'embila de Jean-Luc Gag
- 2012 : L'escaramoucha de Laurent Térèse adaptée de L'Ours (pièce de théâtre)
- 2013 : Doun van béure li bèstia d'Hervé Barelli
- 2014 : Nice and Bella de Jean-Luc Gag
- 2015 : Crònica d'en riba de mar d'Hervé Barelli
- 2016 : Victorine et Titoun : Mai Aquì ! de Jean-Luc Gag
- 2017 : Lou relòri de Laurent Térèse
- 2018 : Francis Gag per sempre de Marie Gag